# Andrea Coppolino
Andrea Coppolino (Novedrate, 19 de agosto de 1979) es un gimnasta artístico italiano, especialista en la prueba de anillas, con la que ha logrado ser medallista de bronce del mundo en 2003.

## Carrera deportiva
En el Mundial de Anaheim 2003 gana el oro en anillas, empatado con su compatriota el italiano Matteo Morandi, y tras el griego Dimosthenis Tampakos, el búlgaro Yordan Yovchev —ambos empatados en el oro—.